# بيتر ألفرد غروس
بيتر ألفرد غروس (بالإنجليزية: Peter Alfred Gross)‏ هو رسام أمريكي، ولد في 1849 في ألينتاون في الولايات المتحدة، وتوفي في 1914 في شيكاغو في الولايات المتحدة.